# Leo Wouters (voetballer)
Leo "Leon" Wouters (Wechelderzande, 18 juni 1930 – Rijkevorsel, 27 maart 2015) was een Belgisch voetballer.
Wouters werkte zijn jeugdopleiding af bij KFC De Vrede Wechelderzande. In 1949 transfereerde hij naar Antwerp FC, Wechelderzande kon zich met het transfergeld dat het voor Wouters kreeg handhaven en een nieuw terrein aankopen. Met Antwerp won hij de Beker van België 1954-55 en werd hij landskampioen in 1956-57. Tevens werd hij drie maal topschutter bij de club. Na veertien seizoenen bij de eersteklasser ging hij naar de club uit zijn woonplaats Rijkevorsel, KFC Zwarte Leeuw. Hij beëindigde in 1964 zijn actieve voetbalcarrière en werd vijf jaar later voor drie seizoenen trainer bij Zwarte Leeuw.